# Periclimenaeus schmitti
Periclimenaeus schmitti är en kräftdjursart som beskrevs av Lipke Bijdeley Holthuis 1951. Periclimenaeus schmitti ingår i släktet Periclimenaeus och familjen Palaemonidae. Inga underarter finns listade i Catalogue of Life.